# هارد راک (آریزونا)
هارد راک (به انگلیسی: Hard Rock) یک منطقهٔ مسکونی در ایالات متحده آمریکا است که در شهرستان ناواهو، آریزونا واقع شده‌است. هارد راک ۱۵٫۳۴ کیلومتر مربع مساحت و ۵٬۵۲۳ نفر جمعیت دارد و ۱٬۸۳۵ متر بالاتر از سطح دریا واقع شده‌است.